# Pratápolis
Pratápolis är en kommun i Brasilien.   Den ligger i delstaten Minas Gerais, i den sydöstra delen av landet, 600 km söder om huvudstaden Brasília. Antalet invånare är 8 808.
Omgivningarna runt Pratápolis är huvudsakligen savann. Runt Pratápolis är det glesbefolkat, med 17 invånare per kvadratkilometer.